# 2-га Волинська стрілецька дивізія Армії УНР
2-га Волинська стрілецька дивізія Армії УНР — піхотна дивізія армії УНР, сформована наприкінці листопада 1919 року з частин Волинської групи, під командуванням генерала-хорунжого Олександра Загродського.

## Історія

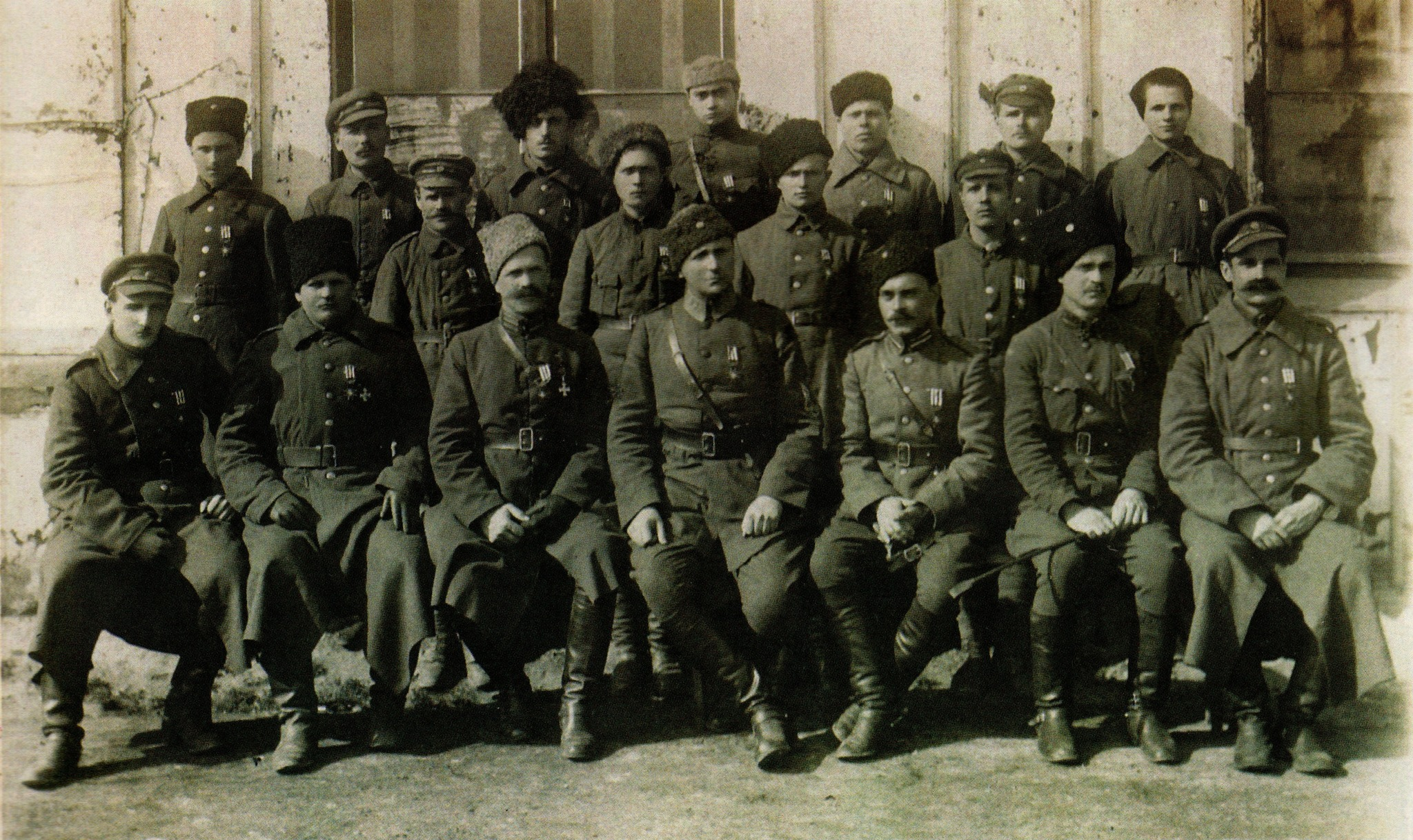
Лицарі «Залізного Хреста за Зимовий похід і бої» зі складу 3-ї Залізної дивізії з керівниками 2-ї Волинської дивізії.
1-й ряд зліва направо: Володимир Лаврик, підхор. Іван Назаренко, полк. Григорій Чижевський, ген. Олександр Загродський, підп. Олександр Недзвецький, підп. Микола Чижевський, підп. Іван Шура-Бура.
2-й ряд зліва направо: чот. Дмитро Рябінін, чот. Павло Кузенський, чот. Савко Стасюк, гуртковий Михайло Дяченко.
3-й ряд зліва направо: рой. Прокіп Баснюк, чот. Тимко Михальчук, чот. Петро Демченко, рой. Вадим Околовський, чот. Семен Антонів, рой. Сергій Полонський, козак Максим Викторів.

8 березня 1920 частини Волинської дивізії захопили переправу в Саврані, вибивши частини Червоної армії під проводом І. Котовського.
Дивізія брала активну участь у боях на українсько-більшовицькому фронті, i наступі військ на Бар-Васютинці у листопаді 1920 року.
Після 1921 року частина вояків дивізії оселилася й працювала на Бабинському цукровому заводі. Брали участь у культурному, духовному та промисловому розвитку села Бабин.
У 2017 році Український інститут національної пам'яті разом із пошуковцями меморіально-пошукового підприємства «Доля», що при Львівській обласній раді, виявили масове поховання воїнів 2-ї Волинської дивізії УНР в полі між селами Кукавка і Тарасівка Могилів-Подільського району Вінницької області. У забутій могилі було виявлено 19 осіб.

## Структура
Відділ складався з військових частин:
- 1-й Північний збірний піхотний полк
- 2-й збірний піхотний полк(з початком Зимового походу розформований)
- 4-й збірний піхотний полк Сірожупанників під командуванням — М. Федченка
- 2-й кінний Переяславський полк ім. М.Залізняка полк
- Кінний та гарматний дивізіони.

Після переформування 29 січня 1920 р. складався з:
- 4-й піхотний полк Сірожупанників (до нього влито рештки 1-го збірного піхотного полку)
- Чорноморський полк
- 2-й кінний полк ім. М. Залізняка
- Кінний полк ім. гетьмана І. Мазепи
- Гарматний дивізіон

Склад дивізії від 29 травня 1920 року:
- 4-та стрілецька бригада Сірожупанників
- 5-та Чорноморська стрілецька бригада
- 6-та стрілецька бригада (формувалася)
- 2-й кінний полк ім. гетьмана І. Мазепи
- 2-га Волинська гарматна бригада (формувалася)
- Технічна сотня

## Військовики дивізії
- Атрощенко Павло Трофимович — командир 11-го Сірожупанного куреня 4-ї бригади
- Афнер Григорій Парфентійович — сотник штабу 5-ї Чорноморської бригади
- Башинський Еспер Іванович — начальник 2-ї гарматної бригади
- Бакланів-Петрів Євген Миколайович — начальник штабу (1 лютого 1919 — ???)
- Вергун Михайло Тимофійович — начальник постачання
- Волосевич Олександр Іванович — начальник штабу 4-ї Сірої бригади
- Гайдай Прокіп Демянович — командир 11-го куреня 4-ї Сірожупанної бригади
- Гамченко Євген Спиридонович — начальник штабу (??? — кінець 1920)
- Гуменюк Карпо Григорович — козак 2-ї гарматної батареї 2-ї бригади
- Ємець Василь — козак Чорноморського куреня
- Задорожний Дмитро Пилипович — комендант штабу
- Загродський Олександр Олександрович — командир дивізії
- Закревський Яків Авксентійович — старшина 10-го куреня
- Комаревич Василь Федорович — вояк
- Копац Євген Іванович — командир резерву дивізії
- Король Юхим Дем'янович — ройовий 4-го пішого Сірого збірного полку
- Корчунов Ростислав Васильович — помічник командира 5-ї кінної сотні ім. І. Сірка
- Коханов Микола Степанович — штабіст
- Кочергін Юхим Степанович — козак 2-го кінного ім. І. Мазепи полку
- Кріпак Нестор Іванович — командир 1-го збірного куреня 4-ї Сірожупанної бригади
- Крилів Олександр Степанович — старшина окремої старшинської сотні
- Ленартович Вячеслав Іванович — старшина 2-ї гарматної бригади
- Лещук Семен — старшина 5-ї Чорноморської бригади
- Літовчик Зиновій Пилипович — старшина штабу
- Лиходько Іван Олександрович — старшина штабу
- Манглер Олександр – бунчужний окремої кінної сотні
- Марченко Микола Данилович — викладач школи підстаршин 4-ї бригади
- Марків Сергій Миколайович — старшина штабу 4-ї бригади
- Неплій Дмитро Ілліч — старшина 3-го збірного Чорноморського куреня
- Наум Никонів — начальник дивізії
- Новицький Олексій — штабіст 4-ї Сірої бригади
- Ніговський Іван Миколайович — старшина штабу
- Палій Михайло (підполковник) — старшина штабу
- Паньківський Федір Федорович — помічник командира 10-го куреня 4-ї Сірої бригади
- Подуфалий Антін Іванович — хорунжий 2-го кінного полку ім. І. Мазепи
- Попович Василь Михайлович — козак 4-ї бригади
- Пороховщіков Олександр Сергійович — помічник начальника штабу
- Прохода Василь Хомич — начальника штабу 4-ї Сірої бриґади
- Савченко Трохим Архипович — козак-зв'язківець
- Сільванський Микола Михайлович — в. о. командира 3-го збірного куреня
- Сидоренко Сергій Фролович — помічник командира 2-го кінного полку ім. І. Мазепи
- Стахівський Леонід — старшина штабу
- Ступницький Леонід — командир полку
- Титар Олександр Михайлович — старшина окремої старшинської сотні
- Микола Федченко — помічник командира 1-го збірного куреня 4-ї Сірожупанної бригади
- Хайневський Гнат Павлович — старшина 2-го збірного куреня
- Харитоненко Микола Аркадійович — старшина 3-го збірного куреня
- Хімченко Іван Микитович — старшина 1-го збірного куреня 4-ї Сірої бригади
- Шепель Володимир Павлович — командир 4-ї Сірої бригади
- Чорноморець Володимир Павлович — командир окремої кінної сотні штабу
- Якубовський Павло Володимирович — козак
- Щит Костянтин Мусійович — сотник окремої старшинської сотні.

## Капелани Дивізії
- Сукачів Василь

## Вшанування пам'яті
- У місті Рівне є Вулиця Волинської дивізії (Рівне).